# Institutul „Anastasie Bașotă”
Institutul Academic „Anastasie Bașotă” din Pomârla, județul Botoșani a fost o instituție privată de învățământ liceal creată prin strădania și cu sprijinul financiar al boierului filantrop Anastasie Bașotă, logofăt al Moldovei.
Școala a fost inaugurată în 1879 avându-l ca director pe scriitorul junimist Samson Bodnărescu. Ulterior școala a devenit liceu teoretic, liceu cu profil mixt, teoretic și agricol, și, după 1948, școală medie tehnică, școală profesională agricolă, școală agricolă de maiștri și casă de copii școlari. Începând cu anul 1998 liceul a fost reînființat, actualmente funcționând sub numele de Liceul teoretic „Anastasie Bașotă”.

## Istoric
În 1838 a fost creată la Pomârla, în satul Vatra, prima școală sătească particulară din Moldova, școală care a funcționat cu fondurile donate de Anastasie Bașotă, proprietar, printre altele, al moșiei Pomârla.
Cu câteva luni înainte de moarte, bolnav fiind și aflat sub îngrijirea, la Iași sau la Pomârla, a medicului Ludovic Russ senior, profesor la Facultatea de Medicină din Iași, Anastasie Bașotă donează prin testament jumătatea din averea sa (6.000 ha de pământ arabil și 3.000 ha de pădure) pentru crearea unui liceu care să-i poarte numele și care să permită educația copiilor din mediul rural astfel încât absolvenții să poată fi primiți în orice universitate din Europa. Cealaltă jumătate a averii îi revenea unicei fiice în viață, Elena, căsătorită cu cneazul George Cantacuzino, guvernator al Basarabiei. Testamentul, care a fost depus tribunalului Dorohoi la 25 octombrie 1869, executor testamentar fiind avocatul Ioan Ianov, a fost contestat de către moștenitori, situația juridică a moștenirii fiind definitivată abia în 1900.
Institutul Liceal „Anastasie Bașotă” a fost inaugurat abia la 18 februarie 1879. Institutul, care poseda internat, cantină, laborator și farmacie proprie, a fost administrat până în 1906 de Epitropia Institutului „Anastasie Bașotă” a cărei primi epitropi administratori au fost junimiștii Vasile Pogor și Ioan Ianov. Cei doi l-au convins pe scriitorul Samson Bodnărescu, un alt junimist, să accepte funcția de director al școlii, funcție pe care acesta a păstrat-o până la moartea sa, în anul 1902. În perioada cât Bodnărescu a fost director, Liceul din Pomârla a primit vizita a numeroși scriitori: Mihai Eminescu, Ioan Slavici, Iacob Negruzzi, Vasile Pogor. După 1906 administrarea școlii a trecut în sarcina Casei Școalelor.

Clădirea în care și-a început activitatea liceul în 1879 fiind distrusă aproape integral în Primul Război Mondial, refacerea și construirea de noi clădiri a fost realizată între anii 1929 și 1946. Începând cu anul 1936, pe lângă profilul teoretic al liceului, s-a creat și un profil agricol, iar din 1948 până în 1966 liceul a fost transformat în Școala medie tehnică agricolă Pomârla. Ulterior, aici au funcționat succesiv o școală profesională agricolă, o școală agricolă de maiștri și o casă de copii școlari. Începând cu anul 1998 liceul a fost reînființat sub numele de Liceul teoretic „Anastasie Bașotă”.
În 2007, liceul a obținut, printr-o decizie a Comisiei Județene de Fond Funciar Botoșani, drept de proprietate pentru o suprafață de 1.808 hectare de teren.

## Foști profesori
- Samson Bodnărescu
- Ion Bogdan
- Romulus Cioflec
- Iorgu Iordan
- Cozma Petrovici

## Foști elevi
- Vasile Bogrea
- Dimitrie Călugăreanu
- Alexandru Ciucă
- Mihai Ciucă
- Emil Marinescu
- Octavian Moșescu
- Ion Păun-Pincio
- George Udrischi
- Emil Luca[8]